# Ian Ashley
Ian Ashley (Wuppertal, Alemanha, 26 de outubro de 1947) é um ex-automobilista britânico de Fórmula 1 nascido na Alemanha. Começou a correr em 1966 quando fez um curso de pilotagem na escola de Jim Russell e apesar de ser veloz se envolvia com frequência em acidentes. Esteve no Brasil em 1970 competindo no Torneio BUA de Fórmula Ford, onde dirigiu uma Lotus. Competiu na Fórmula 5.000 antes de chegar à Fórmula 1 e após sua saída desta, se dedicou a carreira de piloto de jatos executivos nos Estados Unidos. 
Foi para a CART, a categoria norte-americana, e correu cinco provas entre os campeonatos: 1985 até 1987. Seu melhor resultado foi o 9ª lugar em Mid-Ohio no campeonato de 1986.